# Dietmar Bell

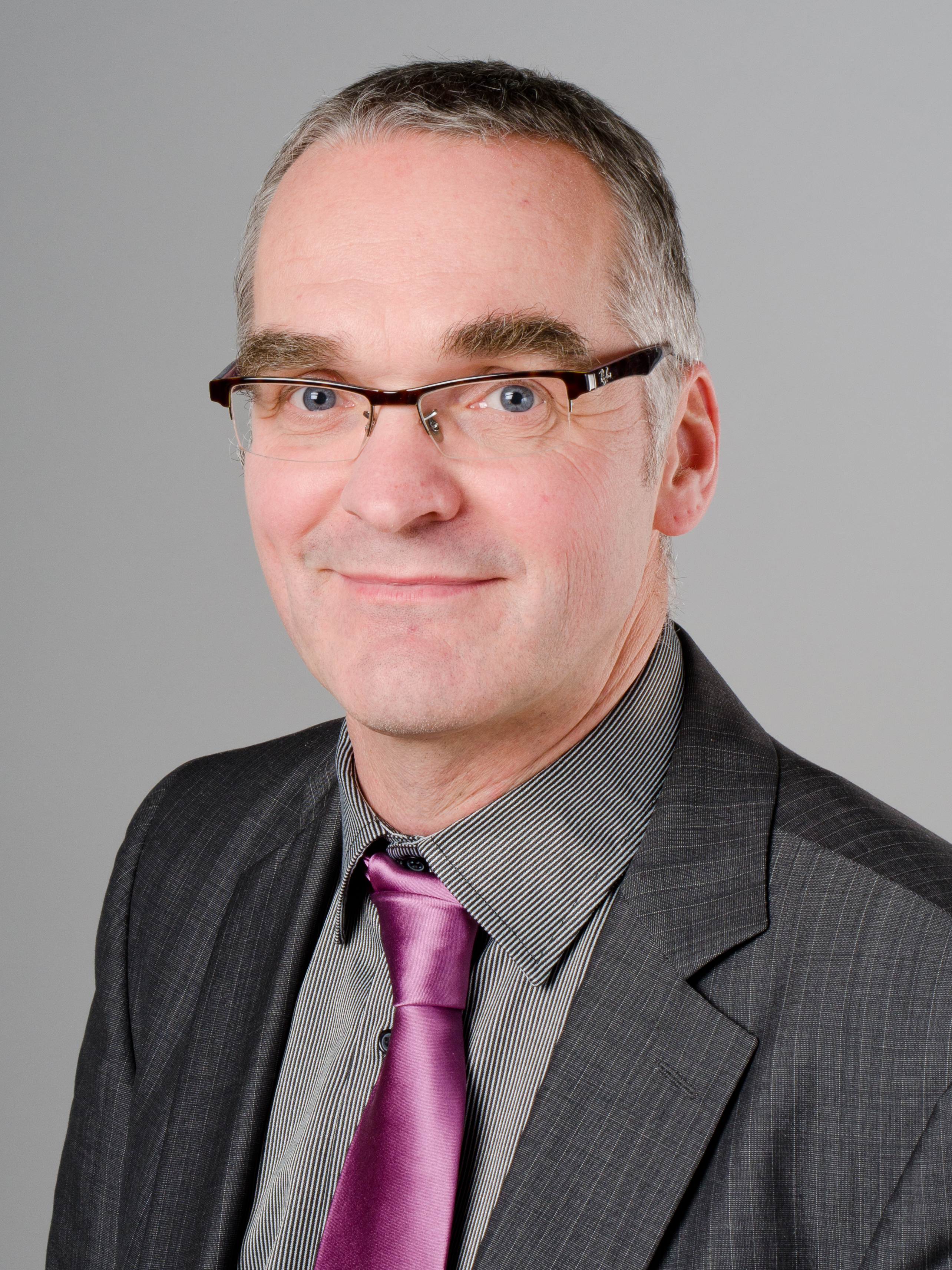
Dietmar Bell (2013)

Dietmar Bell (* 30. März 1961 in Wuppertal) ist ein deutscher Politiker (SPD). Von 2010 bis 2022 war er Abgeordneter im Landtag von Nordrhein-Westfalen.

## Leben
Bell wuchs mit drei Geschwistern, davon einem Zwillingsbruder, in Wuppertal-Unterbarmen auf. Seine Eltern sind Fahrkartenverkäufer bei der Schwebebahn und Näherin. Im Jahr 1980 bestand Bell am Gymnasium Siegesstraße das Abitur und beabsichtigte, Lehrer zu werden, arbeitete aber zunächst als Kraftfahrer und Krankenpflegehelfer. Danach erlernte er den Beruf des Krankenpflegers und war dort Schulsprecher. 1988 erhielt er ein Stipendium des DGB zum Besuch der Sozialakademie Dortmund, 1989 nahm er ein Studium der Sozialwissenschaften an der Ruhr-Universität Bochum auf und wurde 1991 Gewerkschaftssekretär bei der Gewerkschaft ÖTV in Wuppertal. Seit 2001 ist er Geschäftsführer der Gewerkschaft Verdi in Wuppertal.

## Politik
Von 2003 bis 2016 war Bell Vorsitzender der SPD Wuppertal; ihn löste der Stadtverordnete Heiner Fragemann ab. 2009 war Bell Kandidat der SPD bei der Oberbürgermeisterwahl in Wuppertal. Die Wahl verlor er gegen Peter Jung (CDU).
Ab der Landtagswahl 2010 war er Abgeordneter im Landtag von Nordrhein-Westfalen. Im Landtag vertrat er den Landtagswahlkreis Wuppertal I. Hier war er Mitglied sowohl des Wirtschafts- als auch des Wissenschaftsausschusses. Für die SPD-Fraktion war er Sprecher für Wissenschaftspolitik. Außerdem war er Vorsitzender der Enquetekommission zur "Digitalen Transformation der Arbeitswelt in NRW". Nach der Landtagswahl 2022 schied er aus dem Landtag aus.

## Privates
Bell ist seit 1991 verheiratet und lebt in Wuppertal.